# 히라카역
히라카역(일본어: 平賀駅)은 일본 아오모리현 히라카와시에 위치한 고난 철도 고난 선의 철도역이다. 상대식 승강장 2면 2선의 구조를 갖춘 지상역이다. 고난 철도의 본사가 이 곳에 위치해 있다.

## 타는 곳
| 1 | ■ 고난 선 | 상행      | 히로사키 방면 |
| 1 | ■ 고난 선 | 하행      | 구로이시 방면 |
| 2 | ■ 고난 선 | 사용 정지 | 사용 정지     |

## 역 주변
- 아오모리 현도 13호 오와니나미오카 선
- 아오모리 현도 105호 히라카테이류조혼마치 선
- 아오모리 현도 109호 히로사키히라카 선
- 아오모리 현도 144호 히라카카도케 선
- 아오모리 현도 205호 마치이하라카테이류조 선
- 아오모리 현도 282호 오구니모토마치 선
- 히라카와 시청
- 문화 센터
  - 히라카 도서관
  - 주오 공민관
  - 향토 역사관
- 히라카와 시민 제 2 체육관

## 역사
- 1927년 9월 7일 : 개업.
- 1948년
  - 7월 1일 : 전철화.
  - 시기 불명 : 쓰가루오노에 역 구내에 있었던 고난 기관구가 당 역으로 이전.
- 1962년 9월 7일 : 2대째 역사를 신축해, 지하에 히라카 농협과 공동 경영의 슈퍼 마켓을 개설.
- 1984년 7월 1일 : 화물 취급 폐지.
- 1985년 10월 1일 : 출 · 개찰 업무를 위탁.
- 1986년 : 3대째 역사를 신축.
- 1993년 12월 20일 : 자동 발권기 2대 도입.
- 1994년 1월 31일 : 출 · 개찰 업무 위탁 해제.
- 2002년 : 도호쿠 역 백선으로 지정됨.
- 2007년 6월 12일 : 당 역 구내의 구로이시 방향으로 탈선 사고 발생. 이후, 2번 선 사용 중지.
- 2017년 10월 6일 : 발차 멜로디가 히라카와 시민 노래로 개정.

## 인접 역
| 고난 철도 고난 선    | 고난 철도 고난 선 | 고난 철도 고난 선            |
| -------------------- | ----------------- | ---------------------------- |
| 다치타 히로사키 방면 | ■ 고난 선         | 하쿠노코코마에 구로이시 방면 |